# Callosobruchus analis
Callosobruchus analis ist eine Art aus der Unterfamilie der Samenkäfer (Bruchinae). Sie wurde 1781 von Johann Christian Fabricius als Bruchus analis beschrieben.

## Merkmale
Die Käfer sind 3–3,7 mm lang, wobei die Weibchen in der Regel 0,35 mm länger sind als die Männchen. Die Weibchen sind im Mittel 2,16 mm breit, die Männchen 2,02 mm. Die Käfer weisen eine ovale Körperform mit einer braunroten Grundfärbung auf. Auf den Elytren befinden sich schwarze Längsflecke umgeben von weißen Borsten (Setae). Der Hinterleib der Weibchen weist dorsal an den Seiten dunkle Streifen auf.

## Verbreitung
Callosobruchus analis stammt aus den Tropen der Alten Welt sowie aus der Subsahara-Region Afrikas. Durch den internationalen Handel von Hülsenfrüchten gelangte die Art auf weitere Kontinente und ist nun kosmopolitisch verbreitet. Sie kommt nun auch in Süd- und Mittelamerika sowie im Norden Australiens vor. In Kleinasien ist sie ebenfalls vertreten.

## Lebensweise
Callosobruchus analis gilt wie verwandte Arten der Gattung Callosobruchus als ein Schädling an Nutzpflanzen. Die Art besitzt ein breites Spektrum an Wirtspflanzen innerhalb der Hülsenfrüchtler. Bekannte Wirtspflanzen sind u. a. Mattenbohne (Vigna aconitifolia), Augenbohne (Vigna unguiculata), Mungbohne (Vigna radiata), Urdbohne (Vigna mungo), Straucherbse (Cajanus cajan), Kichererbse (Cicer arietinum), Helmbohne (Lablab purpureus), Sojabohne (Glycine max) und Linsen (Lens culinaris). Die Weibchen legen ihre Eier an den Samen ab. Die Käferlarven bohren sich in den Samen, wo sie sich entwickeln. Die Larvalentwicklung umfasst 4 Stadien. Die Larve verpuppt sich schließlich im Samen. Der fertige Käfer nagt sich aus dem Samen. Unter Laborbedingungen bei Temperaturen von etwa 39 °C sowie einer relativen Luftfeuchtigkeit von 75 % wurde der Lebenszyklus der Art studiert. Dieser lag zwischen 53 und 62 Tagen. Dabei dauerte es 8–9 Tage von der Eiablage bis zum Schlupf der Larve. Die Käfer pflanzen sich in ihren natürlichen Lebensräumen das ganze Jahr über fort.

## Natürliche Feinde
Ein Larven-Parasitoid von Callosobruchus analis ist die Erzwespe Dinarmus basalis.